# Tompoména
Tompoména, également orthographié Tonpoména, est une localité frontalière située dans le département de Kampti de la province du Poni dans la région Sud-Ouest au Burkina Faso.

## Géographie
Tompoména se trouve à environ 35 km au sud-est de Kampti, le chef-lieu du département, et à 6 km au sud-ouest de Kpapira près de la frontière ivoirienne.

## Santé et éducation
Le centre de soins le plus proche de Tompoména est le centre de santé et de promotion sociale (CSPS) de Kpapira tandis que le centre médical est à Kampti et que le centre hospitalier régional (CHR) de la province se trouve à Gaoua.